# 브로큰 (2025년 영화)
브로큰은 2025년 2월 5일에 개봉한 대한민국의 범죄 영화이다. 

## 주요내용
어느 날 하나뿐인 동생 '석태'가 시체로 돌아왔다. 그리고 동생의 아내 '문영'은 자취를 감췄다. 동생이 죽고 진실이 잠든 밤, 분노가 깨어났다. 사건의 실마리를 찾던 민태는, 자신과 같은 흔적을 쫓는 소설가 '호령'을 만나고 그의 베스트셀러 [야행]에서 동생의 죽음이 예견되었다는 사실을 알게 된다. 얽혀버린 진실 사이에서 혼란스러운 가운데, 형제가 몸담았던 조직과 경찰까지 개입하며 서로가 서로를 쫓고 민태는 동생이 죽은 그날 밤의 진실을 밝히기 위해 분노의 추적을 시작한다.

## 제작진

### 제작
- 이민우
- 한재덕

### 제작사
- 을지기획
- 사나이픽처스

### 배급
- 바른손이앤에이

### 감독
- 김진황: 영화 〈양치기들〉로 제22회 춘사국제영화제에서 신인감독상을 수상하였다.

### 각본
- 김진황

## 출연

### 주연
- 하정우 : 배민태 역
- 김남길 : 강호령 역
- 유다인 : 문영 역

### 조연
- 정만식 : 창모 역
- 임성재 : 병규 역
- 허성태 : 박 형사 역
- 서현우 : 손 형사 역
- 박종환 : 배석태 역
- 정재광 : 차명우 역
- 이설 : 민 형사 역
- 차래형 : 영섭 역
- 장준녕 : 강호 역
- 김민상 : 서장 역
- 척재희
- 차미경 : 집주인 역
- 김찬형 : 재만 역
- 장남부 : 강호 역
- 임한성 : 오하성 역
- 김하은 : 배수민 역

## 참고 사항
- 하정우와 김남길은 영화 〈클로젯〉에 이어 두 번째로 호흡을 맞춘다. 여담으로 〈클로젯〉의 개봉일도 2월 5일이었다.
- 2021년 강원영상위원회가 로케이션 인센티브, 춘천시영상산업지원센터가 올 로케이션을 지원한 작품으로, 강원도 춘천을 주 배경으로 홍천, 강릉, 양양 등지에서 3개월간 촬영했다고 한다.
- 손익분기점은 110만 명이다.